# Andrzej Pawlikowski (architekt)
Andrzej Pawlikowski (ur. 28 lipca 1926 w Siedlcach, zm. 27 maja 2020 w Warszawie) – polski architekt i urbanista.

## Życiorys
Urodził się 28 lipca 1926 roku w Siedlcach, w rodzinie inteligenckiej. Jego ojciec, Dominik Ludwik Pawlikowski, przed wojną piastował stanowisko naczelnego architekta Siedlec i powiatu siedleckiego. Matką była Felicja Alicja Pawlikowska z domu Kuleszyńska. Był bratem architekta prof. Marcina Pawlikowskiego i stryjem architekt prof. Anny Pawlikowskiej-Piechotki.
Wraz ze swoim ojcem pracował po wojnie w Biurze Odbudowy Stolicy pod kierunkiem Józefa Sigalina. W 1970 roku Pawlikowski został absolwentem Wydziału Architektury Politechniki Warszawskiej. Jako student utrzymywał się sam i zarabiał na swoje utrzymanie pracując przy odbudowie Warszawy. Zatrudnienie jako architekt znalazł w Nowym Dworze Mazowieckim. W latach 1975–1981 wykładał na Wydziale Architektury Politechniki Warszawskiej w Instytucie Projektowania Architektonicznego.
Od 1988 roku Pawlikowski był członkiem Stowarzyszenia Architektów Polskich oraz członkiem Mazowieckiej Okręgowej Izby Architektów RP.
Andrzej Pawlikowski zmarł 27 maja 2020 roku, został pochowany na cmentarzu w Łukowie.

## Twórczość
Pawlikowski był autorem licznych projektów architektonicznych i urbanistycznych w Polsce i za granicą. Był laureatem wielu konkursów architektonicznych. W swej długiej karierze zawodowej uczestniczył w wielu przedsięwzięciach budowlanych i projektowych, w których starał się wdrażać nowoczesne formy. Był zwolennikiem prostej architektury, lecz z „ponadczasowym narodowym” akcentem. Był aktywny zawodowo prawie do końca życia.

### Wybrane realizacje
Do jego ważnych projektów zrealizowanych w Polsce należą:
- Kościół pod wezwaniem NMP w Trębaczewie[1], koło Częstochowy, ukończony w 1979 roku,
- Kościół pod wezwaniem św. Stanisława w Bonisławiu[1], ukończony w 1978 roku[4][5][6],
- Kościół pod wezwaniem św. Józefa Rzemieślnika w Płocku[1] ukończony w 1982 roku[7],
- Kościół pod wezwaniem Maryi Matki Kościoła w Pokrzywnicy, diecezja płocka, ukończony w 1984 roku[1][8],
- Kościół pod wezwaniem Św. Jadwigi Królowej w Małej Wsi[1], diecezja płocka, ukończony w 1984 roku[9],
- Klasztor Sióstr Benedyktynek w Siedlcach przy ul. Rawicza.

### Inne budynki
- Zakłady Biopreparatów BIOWET w Michałówce (z dwoma budynkami laboratorium chemicznego) wraz z pracowniczym osiedlem mieszkaniowym[1]
- budynki administracyjne w: Warszawie, Nowym Dworze Mazowieckim, Ostrowie Mazowieckim
- Dom Pracy Twórczej w Przedborzu
- Dom Pracy Twórczej w Płocku
- współautor (wraz z bratem, Marcinem) projektu szkoły z internatem wraz z salą gimnastyczną i obiektami sportowymi w Łukowie[1][10]
- projekt filii Politechniki Warszawskiej w Płocku[1]
- zespół trzech budynków rodzinnych zlokalizowanych przy ul. Trakt Napoleoński 38 nr A, B, C w Warszawie[1]

Był współtwórcą projektu Głównego Urzędy Statystycznego wraz z biblioteką w Warszawie. Współuczestniczył też w projektowaniu dzielnicy mieszkaniowej w Płocku. Zrealizował także autorskie projekty wielu domów jednorodzinnych, willi, niewielkich budynków spełniających funkcje usługowe na terenie województwa mazowieckiego.

### Realizacje zagraniczne
W Algierii:
- hotel w Mustaghanim na 350 miejsc
- hotel w Sidi Bu-l-Abbas na 300 miejsc
- Dom Kultury w Mustaghanim
- budynek administracyjny w Hammam Bu Hadżar

## Odznaczenia
- 1989: Złoty Krzyż Zasługi[1]

## Galeria

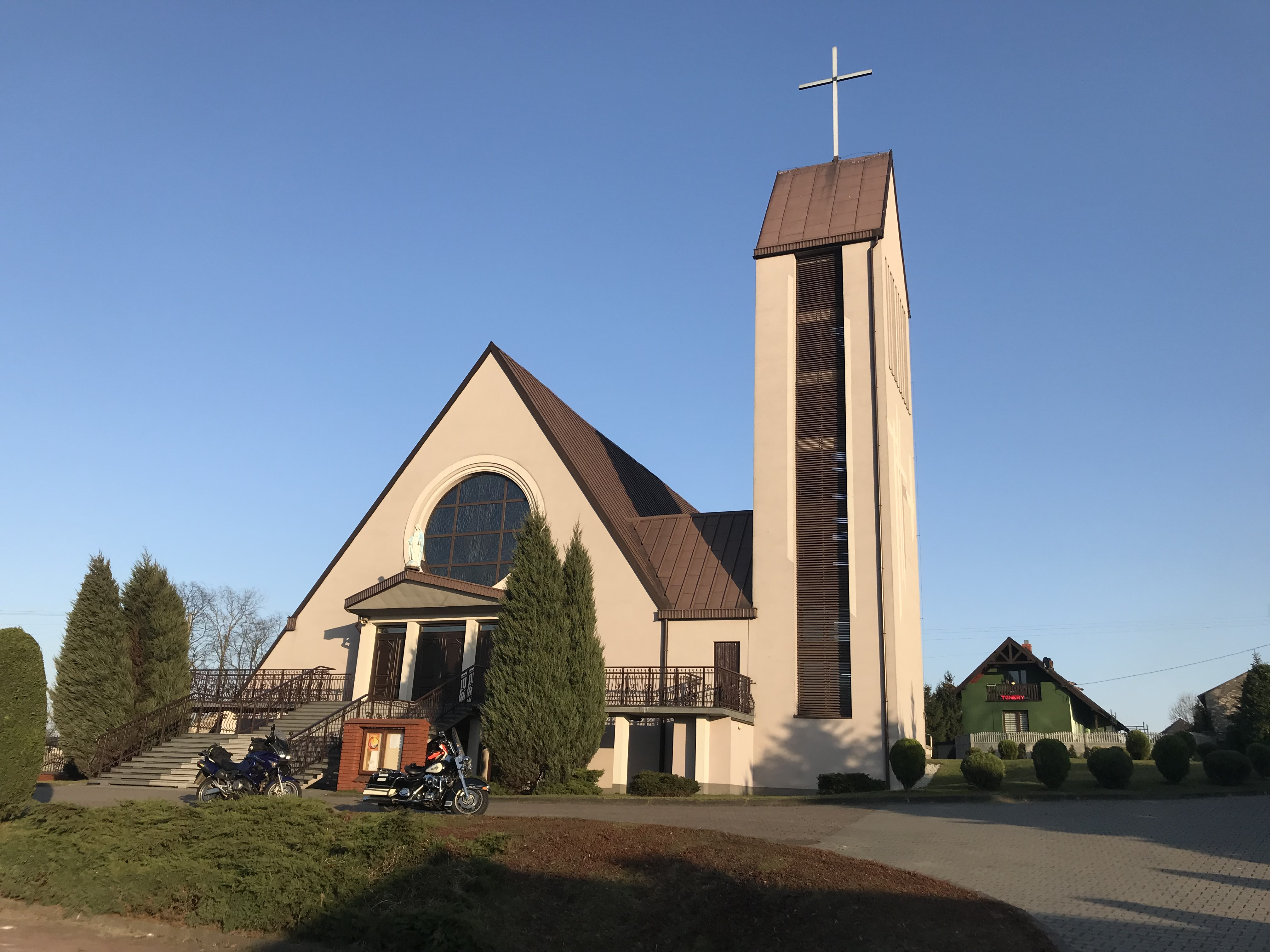
Kościół w Trębaczewie koło Częstochowy
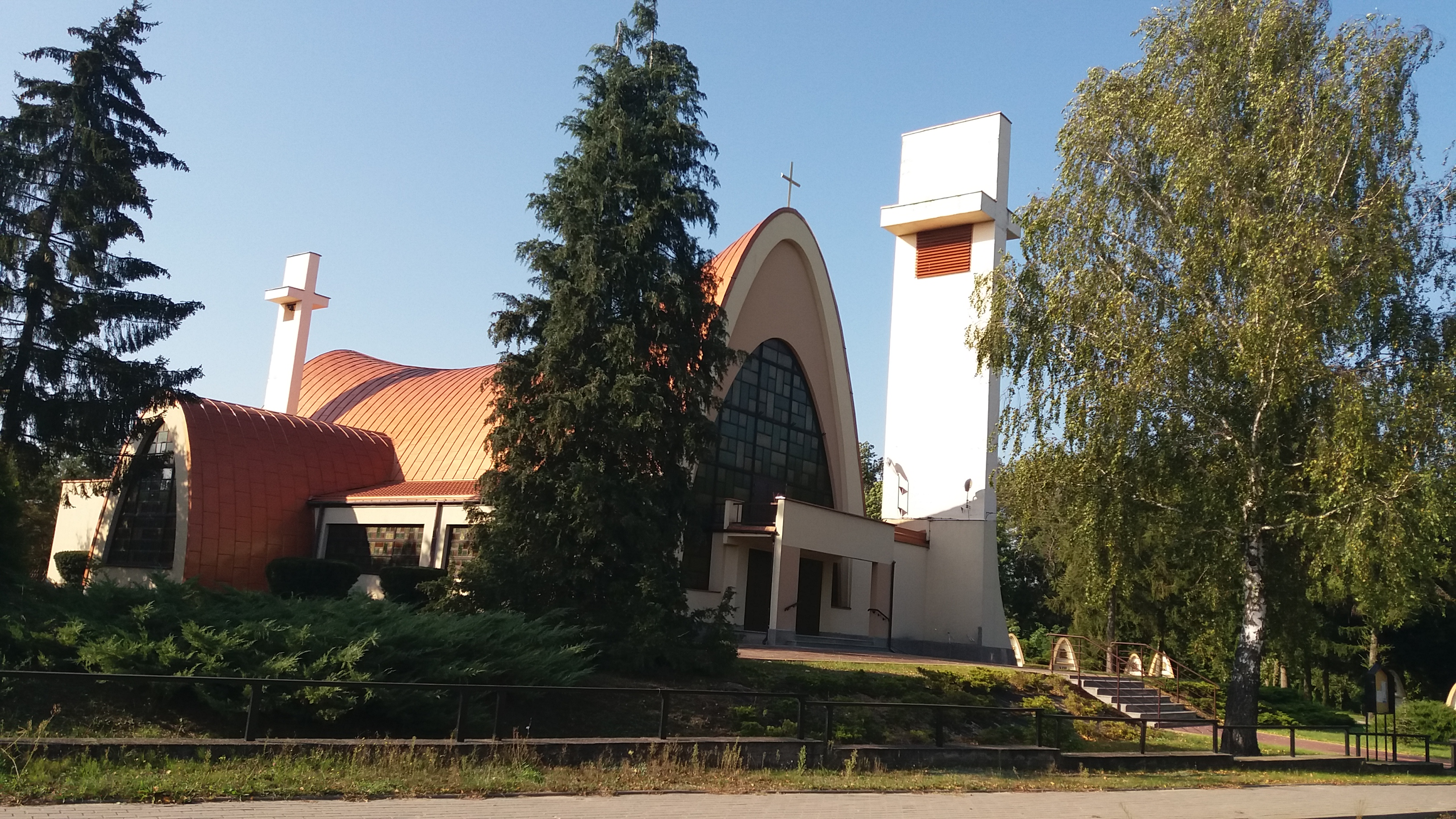
Kościół w Pokrzywnicy, diecezja płocka
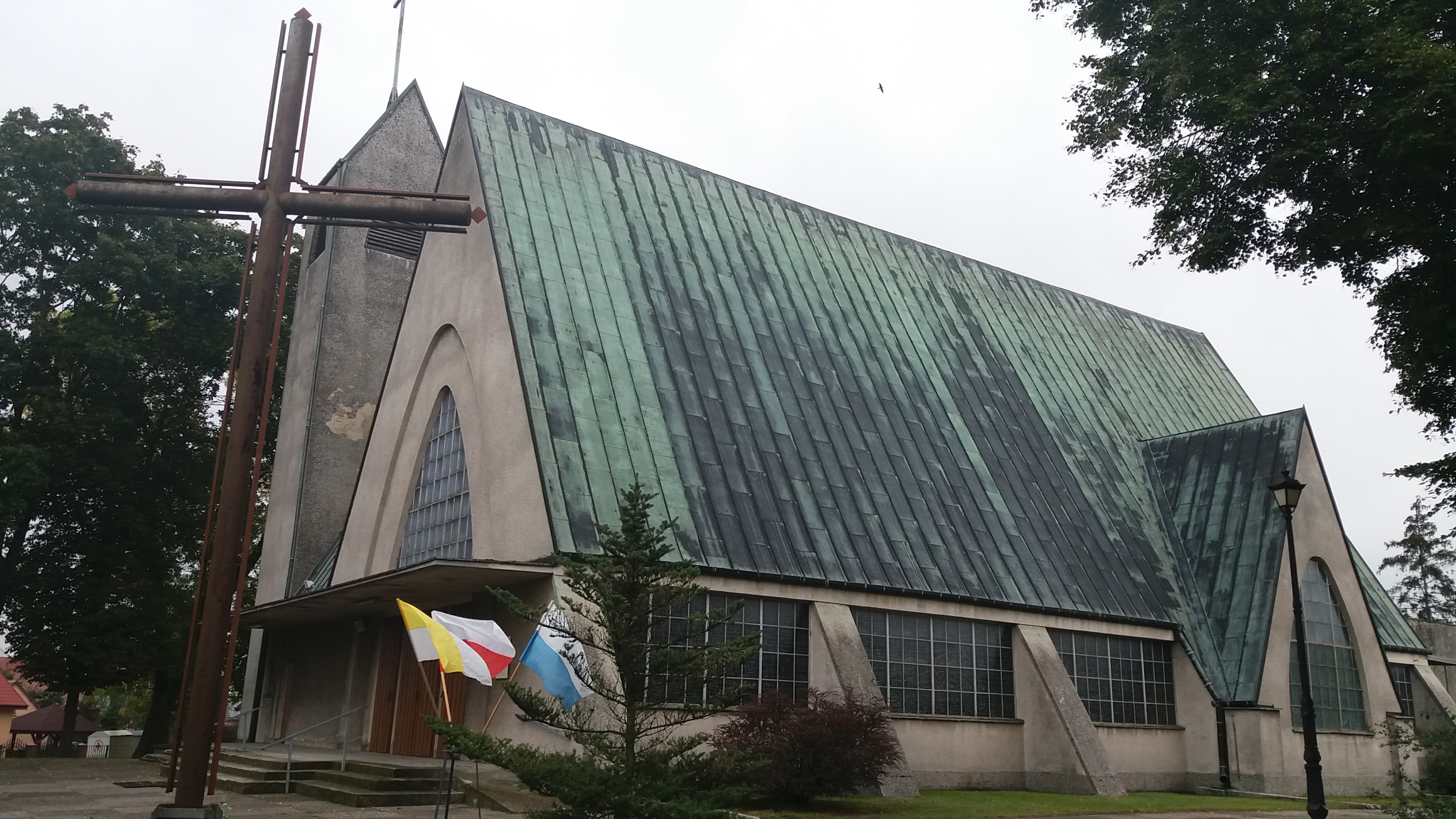
Kościół w Bonisławiu
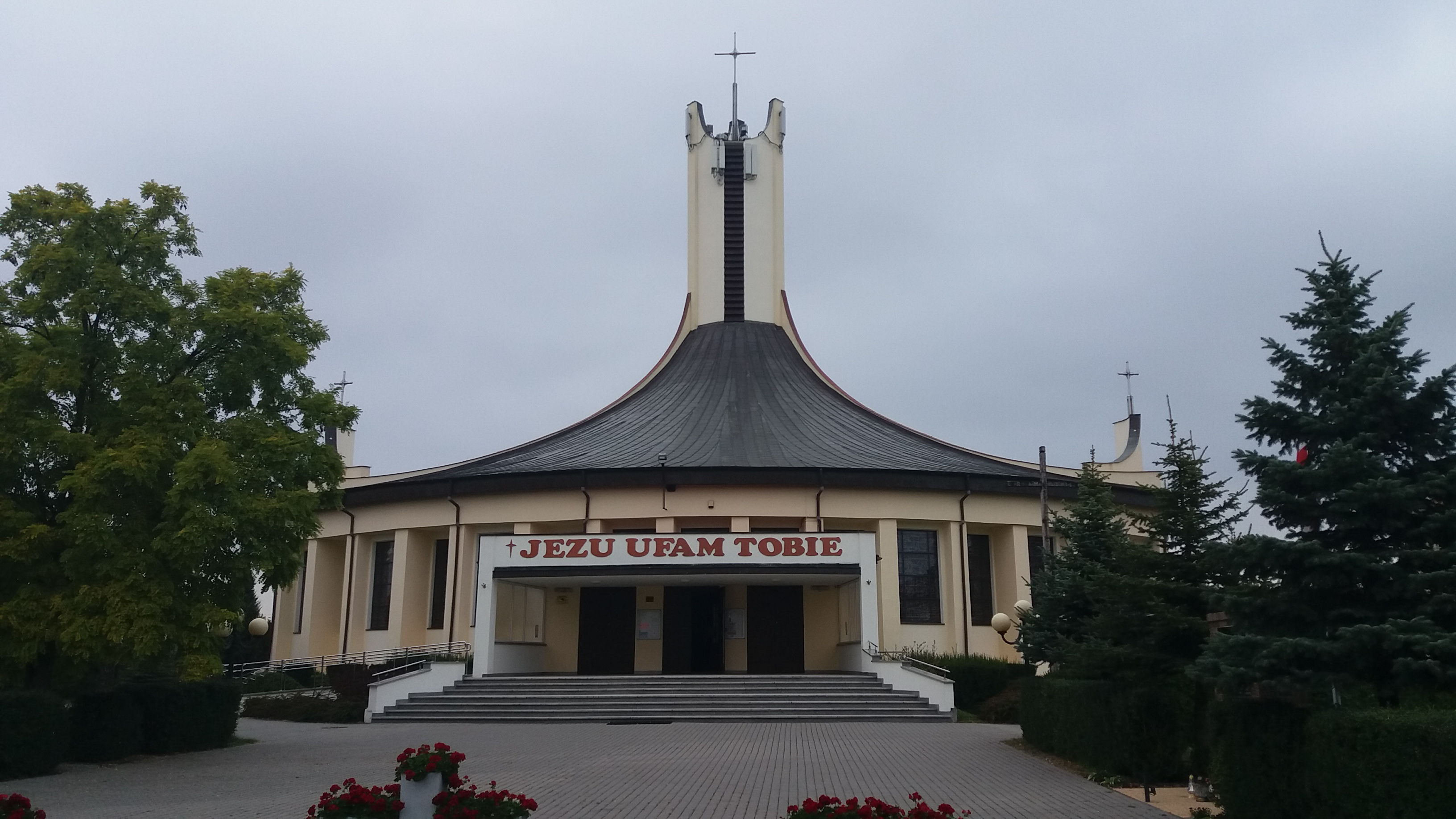
Kościół na Cholerce w Płocku